# Saint-Laurent-sur-Othain
Saint-Laurent-sur-Othain är en kommun i departementet Meuse i regionen Grand Est (tidigare regionen Lorraine) i nordöstra Frankrike. Kommunen ligger i kantonen Spincourt som tillhör arrondissementet Verdun. År 2022 hade Saint-Laurent-sur-Othain 443 invånare.

## Befolkningsutveckling
Antalet invånare i kommunen Saint-Laurent-sur-Othain
| Referens: INSEE |